# マーマレード (バンド)
マーマレード（Marmalade）はグラスゴーのイースト・エンド出身のスコットランドのポップ・ロック・バンド。

## 概要
当初はザ・ゲイロードとして1961年に結成され、後にディーン・フォード・アンド・ザ・ゲイロードと名乗り、コロムビア（EMI）に4枚のシングルをレコーディングした。1966年にバンド名をザ・マーマレードに変更し、その後1972年までCBSレコードとデッカ・レコードからリリースされたすべてのレコードにそのようにクレジットされた。彼らのチャートでの最大の成功は1968年から1972年にかけてで、UKシングル・チャートに10曲ランクインしたほか、1970年1月にUSビルボード・ホット100チャートで10位、UKチャートで3位を記録した国際的ヒット曲「Reflections of My Life」、1969年1月にUKチャートで首位を獲得した「Ob-La-Di, Ob-La-Da」など、海外でも多くのヒット曲を出した、スコットランド人アーティストとして初めて同チャートで首位を獲得したグループである。
オリジナル・メンバーは1970年代初頭に離れ始め、その結果、バンドは1972年にデッカを脱退した。1973年、進化したバンドの最初のラインナップがEMIレコードに再加入し、最初のレコード・リリースで単にマーマレードとして知られるようになった。その後リリースされたレコードもすべて同様にクレジットされている。
グラハム・ナイト（マーマレード以前の「ディーン・フォード・アンド・ザ・ゲイロード」ラインナップからの継続メンバー）は2010年9月まで在籍した。1975年からのメンバーであるヴォーカリストのサンディ・ニューマンを含む多くのさらなる進化を遂げたラインナップで、現在もバンドは存在し、ノスタルジア・サーキットを回っている。

## メンバー

### 現在のメンバー
- サンディ・ニューマン - リード・ヴォーカル、リード・ギター、キーボード（1975年～現在）
- アラン・ホームズ - ヴォーカル、アコースティック／エレクトリック・ギター、キーボード（1980年～現在）
- ジョン・ジェームス・ニューマン - ヴォーカル、アコースティック・ギター（2011年～現在）
- ジャン・S・ロビンソン - ヴォーカル、ベース（2015年～現在）
- クリス・ノース - ドラム、パーカッション（2015年～現在）

### オリジナル・メンバー
- ディーン・フォード - リード・ヴォーカル、ギター、ハーモニカ（1966年～1975年、2018年没）
- ウィリアム・「ジュニア」・キャンベル - ヴォーカル、ギター、キーボード（1966年～1971年）
- パトリック・フェアリー - ヴォーカル、6弦ベース／リズム・ギター（1966年～1972年、2020年没）
- グラハム・ナイト - ヴォーカル、ベース（1966年～1973年、1975年～2010年）
- アラン・ホワイトヘッド - ドラム（1966-1971、1975-1978)

### 過去のメンバー
- ドギー・ヘンダーソン - ドラム (1971-1975)
- ヒュー・ニコルソン - ヴォーカル、ギター (1971-1973)
- ジョー・ブリーン - ヴォーカル、ベース (1973-1975)
- マイク・タップ - ヴォーカル、ギター（1973年-1975年、2012年没）
- チャーリー・スミス - ヴォーカル、ギター（1975年～1977年、ドラム1980年～1982年、1989年～1998年）
- ガース・ワット＝ロイ - ヴォーカル、キーボード（1977年-1978年）
- イアン・ウィシントン - ヴォーカル、ギター（1978年-1980年）
- ステュー・ウィリアムソン - ドラム（1978-1980）
- グレン・テイラー - ドラム (1982-1989; 1998-2010)
- デイモン・ソーヤー - ドラム (2010-2015)
- マイク・スティード - ヴォーカル、ベース (2010-2015)

### ゲイローズ時代のメンバー
- パトリック・フェアリー （1961年～1966年）
- ウィリアム・ジュニア・キャンベル （1961年-1966年）
- ビル・アーヴィング - ベース （1961年-1964年）
- トミー・フルー - ドラム （1961～1963）
- トミー・スコット - ヴォーカル（1961年-1963年）
- ビリー・ジョンストン - ベース (1961)
- ワティー・ロジャース（ダンロップ） - ヴォーカル（1961年）
- パット・マクガヴァン - リード・ギター（1961年）
- ビリー・リード - ヴォーカル（1961年）
- ディーン・フォード （1963年-1966年）
- レイモンド・ダフィー （1963年-1966年）
- デイヴィー・ハンター - オルガン (1963)
- グラハム・ナイト （1965年-1966年）

### 非公式メンバー
- デイヴ・ディー - ヴォーカル（時折ゲスト参加、1987年～2009年、2009年没）

## ディスコグラフィー
スタジオ・アルバム
- There's a Lot of It About (1968)
- Reflections of the Marmalade (1970)
- Songs (1971)
- Our House Is Rocking (1974)
- The Only Light on My Horizon Now (1977)
- Doing It All for You (1978)
- Heavens Above (1979)
- Marmalade (1980)
- Heartbreaker (1982)
- Penultimate (2013)